# 朝までいっしょ
『朝までいっしょ』（あさまでいっしょ）は、高瀬綾による日本の漫画作品。

## 概要
『なかよしラブリー』（講談社）において掲載された。

## 書誌情報
高瀬綾 『朝までいっしょ』 講談社〈講談社コミックスなかよし〉、全1巻
- 1巻、2004年7月6日発行、ISBN 406364054X